# Republik Süd-Peru

Flagge der Republik Süd-Peru

Staatswappen der Republik Süd-Peru

Geografische Lage

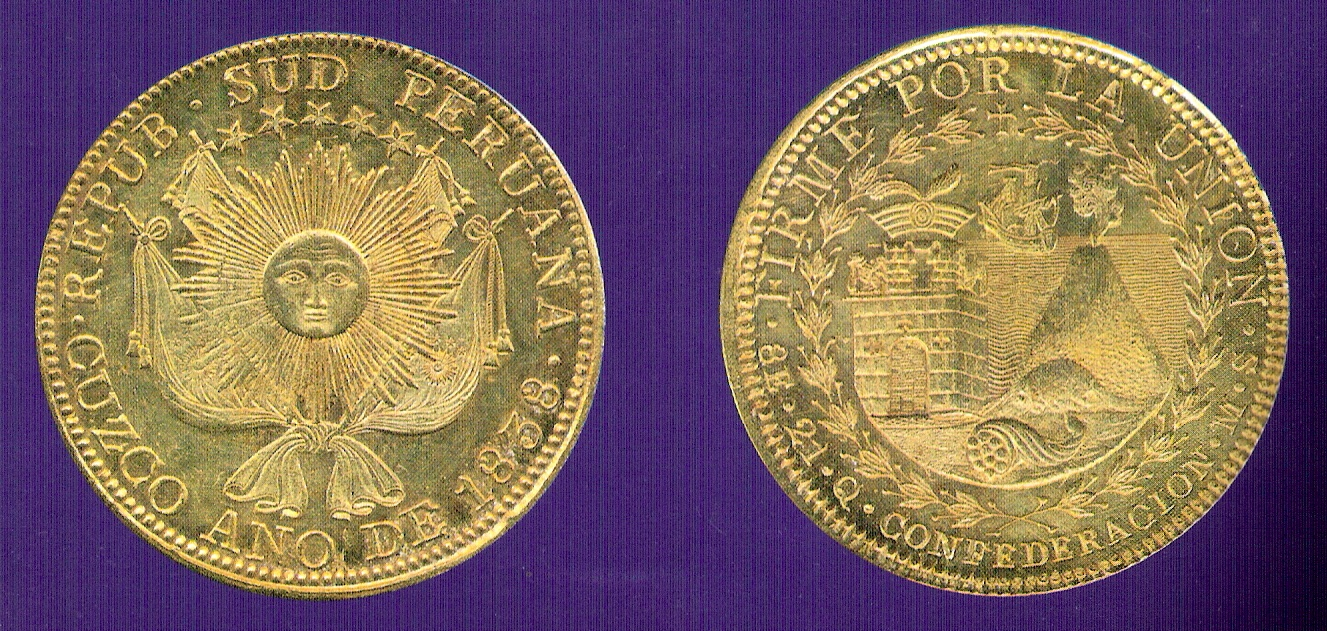
Goldene 8 Escudos-Münze der Republik Süd-Peru

Die Republik Süd-Peru (spanisch: República Sud-Peruana) war eine der drei Teilrepubliken der kurzlebigen Peruanisch-Bolivianischen Konföderation. Sie existierte von 1836 bis 1839. Hauptstadt war Tacna.

## Geschichte
Der Staat entstand infolge der bolivianischen Besetzung Perus. So hatte sich der bolivianische Präsident Andrés de Santa Cruz im Kampf gegen Agustín Gamarra und Felipe Santiago de Salaverry hinter den peruanischen Caudillo Luís Orbegoso gestellt und die militärische Unterstützung genutzt, um weite Teile Perus zu besetzen. Am 15. August 1836 marschierte Santa Cruz in Lima ein. In Vorbereitung auf eine peruanisch-bolivianische Konföderation ließ er die politische Struktur Perus neu ordnen und teilte das Land in zwei Republiken. Am 17. März 1836 gründete sich Süd-Peru unter General Ramón Herrera Rodado in der Stadt Sicuana. Diese umfasste ca. 1/3 der Fläche Perus in den Grenzen vor 1836 und besaß eine Bevölkerung von 500.000–800.000 Einwohnern. Die verbliebenen Provinzen schlossen sich am 6. August 1836 unter der Regierung von Luís de Orbego zur Republik Nord-Peru zusammen. Am 28. Oktober 1836 vereinigte sich Nord-Peru mit Süd-Peru und Bolivien zu der Confederación Perú-Boliviana. Aufgelöst wurde die Republik Süd-Peru am 25. August 1839 mit der Auflösung der Konföderation und der Erklärung der erneuten Unabhängigkeit des wiedervereinten Perus. Zum Präsidenten wurde bereits am 24. Februar der peruanische General Agustín Gamarra gewählt.

## Präsidenten der Republik Süd-Peru
- General Ramón Herrera Rodado (17. September 1837 – 12. Oktober 1838)
- Juan Pío de Tristán y Moscoso (12. Oktober 1838 – 23. Februar 1839)

## Territoriale Gliederung

Departments Süd-Perus

Süd-Peru bestand aus den südlichen vier Provinzen Perus vor 1836. Diese territoriale Gliederung behielt man auch später bei.
| # | Department | Einwohnerzahl Department | Hauptstadt | Einwohnerzahl Hauptstadt |
| - | ---------- | ------------------------ | ---------- | ------------------------ |
| 1 | Arequipa   | 136.075                  | Arequipa   | 24.000–30.000            |
| 2 | Ayacucho   | 111.559                  | Huamanga   | 16.000–26.000            |
| 3 | Cusco      | 216.332                  | Cusco      | 32.000−45.000            |
| 4 | Puno       | 30.917                   | Puno       | 15.000–18.000            |